# You and I (singel Céline Dion)
You And I jest pierwszym singlem znajdującym się na płycie A New Day... Live in Las Vegas kanadyjskiej piosenkarki Céline Dion

## Lista utworów
| #                             | Tytuł                         | Czas trwania                  |                               |
| Wersja europejska (Single CD) | Wersja europejska (Single CD) | Wersja europejska (Single CD) | Wersja europejska (Single CD) |
| ----------------------------- | ----------------------------- | ----------------------------- | ----------------------------- |
| 1.                            | You And I                     | 4:04                          |                               |
| Wersja japońska (Single CD)   |                               |                               |                               |
| 1.                            | You And I                     | 4:04                          |                               |
| 2.                            | Miracle                       | 3:38                          |                               |

## Certyfikaty i sprzedaż
| Kraj       | Najwyższa pozycja |
| ---------- | ----------------- |
| Europa     | 86                |
| Portugalia | 13                |
| Tajwan     | 2                 |
| Ukraina    | 10                |